# Stadion Metropolitano
Stadion Wanda Metropolitano (špa.: Estadio Metropolitano) je dom španjolskog nogometnog kluba Atlética iz Madrida. 

### Povijest
Godine 2004. stadion je bio zatvoren za budući projekt nakon što ga je Madrid ponudio za Olimpijske igre 2016. godine. Nakon poraza Madridove ponude u 2009. godini, napravljeni su mnogi prijedlozi za buduću uporabu stadiona. Konačno, 11. rujna 2013., Atlético Madrid je najavio svoje planove za izgradnju stadiona na mjestu La Peineta. Tako je vlasništvo službeno prebačeno u klub.
Novi stadion zamijenio je stari stadion Vicente Calderón kao Atleticov dom početkom sezone 2017./18. Dana 9. prosinca 2016. klub je priopćio kako će službeno ime obnovljenog stadiona biti Wanda Metropolitano - Wanda zbog sponzorskih razloga i Metropolitano zbog imena povijesnog stadiona koji je vodio Atléticove utakmice prije Vicente Calderón.
Kapacitet stadiona je 67.703 gledatelja, sa svim sjedećim mjestima za gledatelje pokrivenim novim krovom uključujući 7.000 VIP, 79 VIP apartmana poznatih kao Neptuno Premium. Na raspolaganju je 4.000 parkirnih mjesta za automobile; 1.000 unutar zgrade stadiona i 3.000 izvan zgrade. Od 15. travnja 2017. navijači kluba rezervirali su oko 48.500 sezonskih ulaznica. 
Dana 17. rujna 2017., Wanda Metropolitano je otvoren utakmicom između Atlético Madrida i Malage. Utakmica je završila rezultatom 1:0, a jedini strijelac je bio Antoine Griezmann. Wanda Metropolitano je 27. rujna 2017. godine bio domaćin svoje prve utakmice lige prvaka. Chelsea je pobijedio Atlético Madrid 2:1.

## Vanjske poveznice
- The Stadium Guide
- Službena stranica na atleticodemadrid.com

| Prethodnik:                 | Domaćin finala UEFA Lige prvaka 2019. | Nasljednik:    |
| Olimpijski stadion u Kijevu | Domaćin finala UEFA Lige prvaka 2019. | Estádio da Luz |